# 領狐猴屬
領狐猴屬是狐猴科下的一個屬，马达加斯加岛上热带森林中有两种狐猴都屬於領狐猴屬，而且領狐猴屬下的物種只生活在马达加斯加岛上。領狐猴屬的棲息地已遭受破壞，不過在圈養下領狐猴屬極易容易繁殖。

## 下属物种
本属包括以下物种：
- 紅頸狐猴 Varecia rubra (É.Geoffroy Saint-Hilaire, 1812)
- 白頸狐猴 Varecia variegata (Kerr, 1792)，領狐猴